# تقسیم‌بندی سیاسی جهان از دید اسلام
کلمه عربی دار معانی مختلفی نظیر «خانه»، «کشور» یا «سرزمین» دارد. در فقه اسلامی، این کلمه به بخش‌های گوناگون جهان اشاره دارد. از دید مسلمانان، دنیا به سه بخش سیاسی مختلف تقسیم می‌شود:
- دارالاسلام: قلمروی دولت‌های اسلامی
- دارالحرب: سرزمین‌های غیر اسلامی‌ای که مسلمانان با آن‌ها جنگ دارند
- دارالصلح: سرزمین‌های غیر اسلامی‌ای که با مسلمانان عهدنامه امضا کرده‌اند

با تغییرات سیاسی‌ای که در جهان امروز به وجود آمده‌است (و همچنین ظهور دولت-ملت‌ها که منجر به پیدایش کشورهای اسلامی مختلف شده‌است)، دیگر این تقسیمات مفهوم خود را از دست داده‌اند و حتی بسیاری از روحانیون معاصر اسلامی، جهان غرب را نیز به عنوان بخشی از دارالاسلام پذیرفته‌اند.